# Montenegro (film)
Montenegro is een Zweedse filmkomedie uit 1981 onder regie van Dušan Makavejev.

## Verhaal
Marilyn Jordan is de Amerikaanse vrouw van een rijke, Zweedse zakenman. Op seksueel vlak is zij op hem uitgekeken. Als ze zich daarom vreemd begint te gedragen, roept haar man de hulp van een psychiater in. Op het ogenblik dat ze gelooft dat haar man op zakenreis is, komt Marilyn in contact met Joegoslavische gastarbeiders. Zo wordt ze verliefd op de dierenoppasser Montenegro. Later wordt hij echter dood aangetroffen.

## Rolverdeling
| Acteur             | Personage                       |
| ------------------ | ------------------------------- |
| Susan Anspach      | Marilyn Jordan                  |
| Erland Josephson   | Martin Jordan                   |
| Marianne Jacobi    | Cookie Jordan                   |
| Jamie Marsh        | Jimmy Jordan                    |
| John Zacharias     | Grootvader Bill                 |
| Per Oscarsson      | Dr. Aram Pazardjian             |
| Marina Lindahl     | Secretaresse van dr. Pazardjian |
| Bora Todorovic     | Alex Rossignol                  |
| Lisbeth Zachrisson | Rita Rossignol                  |
| Svetozar Cvetkovic | Montenegro                      |
| Patricia Gelin     | Tirke                           |
| Dragan Ilic        | Hassan                          |
| Nikola Janic       | Mustapha                        |